# Genlisea hawkingii
Genlisea hawkingii – gatunek roślin z rodziny pływaczowatych Lentibulariaceae. Opisany został w 2020 r. na cześć brytyjskiego fizyka Stephena Williama Hawkinga (1942-2018) przez brazylijsko-polski zespół botaników z Universidade Estadual Paulista (UNESP) oraz Uniwersytetu Jagiellońskiego w Krakowie. Jest to roślina mięsożerna, chwytająca drobne bezkręgowce. Rośnie wśród skał na płytkiej i piaszczystej glebie w Serra da Canastra w stanie Minas Gerais w Brazylii (znana jest tylko jedna populacja tego gatunku).